# Jiří Bruder
Jiří Bruder (* 13. April 1928 in Prag; † 31. Mai 2014 ebenda) war ein tschechischer Schauspieler und Synchronsprecher.
Bruders Vater war Schauspieler und Sänger in Prag, so dass ihm die Schauspielerei bereits in die Wiege gelegt wurde. So wurde auch sein jüngerer Bruder Stanislav (1933–2019) wie er Schauspieler.
Er wirkte von 1963 bis 1987 am Prager Stadttheater und spielte außerdem zahlreiche Rollen für Film und Fernsehen. Dem deutschen Publikum wurde er vor allem durch sein Mitwirken an den Kinderserien Pan Tau und Die Märchenbraut sowie Filmen wie Unsere Geister sollen leben! bekannt.

## Filmografie
- 1952: Ganze Kerle (Milujeme)
- 1953: Die Entführung (Únos)
- 1954: Es geschah im Nürnberg-Expreß (Expres z Norimberka)
- 1966: Die Dame auf den Schienen (Dáma na kolejích)
- 1967: Der Schatz des Byzantiners (Poklad byzantského kupce)
- 1969: Alte Kriminalfälle (Hříšní lidé města pražského) (Fernsehserie)
- 1971: Frauen im Abseits (Ženy v ofsajdu)
- 1972: Es waren einmal zwei Schreiber (Byli jednou dva písaři) (Fernsehserie)
- 1972: Pan Tau (Fernsehserie)
- 1973: Der Tod ist wählerisch (Smrt si vybírá)
- 1974: 1 + 3 = 4 (Tři nevinní)
- 1976: Die Kriminalfälle des Majors Zeman (30 případů majora Zemana) (Fernsehserie)
- 1977: Unsere Geister sollen leben! (Ať žijí duchové! )
- 1978: Eine Geschichte von Liebe und Ehre (Příběh lásky a cti)
- 1979: Die Märchenbraut (Arabela) (Fernsehserie)
- 1979: Die Blechkavallerie (Plechová kavalérie) (Fernsehserie)
- 1979: Ein Bruder, der sein Geld wert ist (Brácha za všechny peníze)
- 1979: Verfolgt und verdächtigt (Stíhán a podezřelý)
- 1982: Die wundersamen Abenteuer des Robinson Crusoe (Dobrodružství Robinsona Crusoe, námořníka z Yorku) (Stimme)
- 1982: Ein schönes Wochenende (Zelená vlna)
- 1984: Ein Haus mit tausend Gesichtern (My všichni školou povinní) (Fernsehserie)